# Gang do Eletro
Gang do Eletro é um grupo musical formado em novembro de 2008 na cidade de Belém do Pará pelo ex-radialista DJ Waldo Squash e pelo compositor Maderito, com o intuito de tocar em festas. Em 2010, o primeiro álbum do grupo foi apontado pelo jornal O Globo como um dos 10 mais importantes do ano.
Após um hiato, de 2018 a 2023, a formação original do grupo voltou aos palcos no Festival Pisca 2023.

## Formação atual
- DJ Waldo Squash - vocal
- Will Love - vocal
- Marcos Maderito - vocal

## Discografia
- 2013 - Gang do Eletro[4]
- 2015 - Todo Mundo Tá Tremendo

## Trilha sonora
- 2013 - Chiquititas - "Piripaque"
- 2014 - Malhação - "Galera da Laje"
- 2015 - Cumplices de Um Resgate - "Na Onda do Movimento
- 2015 - A Regra do Jogo - "Só No Charminho"